# Stenus canadensis
Stenus canadensis är en skalbaggsart som beskrevs av Thomas Casey. Stenus canadensis ingår i släktet Stenus och familjen kortvingar. Inga underarter finns listade i Catalogue of Life.